# Grudusk
Grudusk – wieś w Polsce położona na Wzniesieniach Mławskich, w województwie mazowieckim, w powiecie ciechanowskim, w gminie Grudusk.
| SIMC    | Nazwa            | Rodzaj    |
| ------- | ---------------- | --------- |
| 0115507 | Grudusk-Brzozowo | część wsi |
| 0115513 | Grudusk-Olszak   | część wsi |

W latach 1954–1972 wieś należała i była siedzibą władz gromady Grudusk. W latach 1975–1998 miejscowość administracyjnie należała do województwa ciechanowskiego.
Miejscowość jest sołectwem, siedzibą gminy Grudusk oraz parafii pw. św. Apostołów Piotra i Pawła.
Znajduje się tutaj także dwór z pierwszej połowy XX wieku. W centrum wsi znajduje się pokaźne grodzisko zwane Zieloną Górą, na której 26 czerwca 2010 roku odbyły się prace archeologiczne.
W miejscowości krzyżują się dwie drogi wojewódzkie, DW544 i DW616.

## Historia

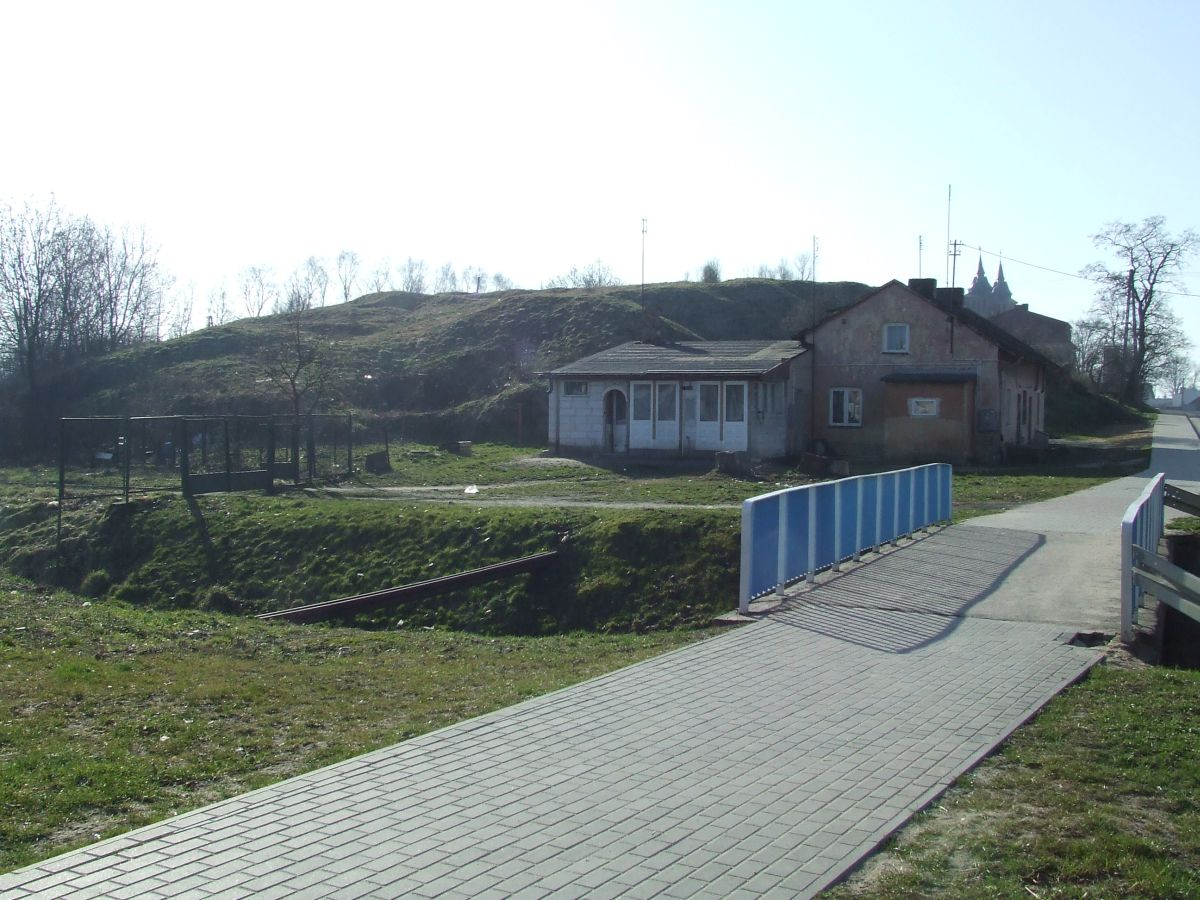
Grodzisko w Grudusku w 2007 roku. Obecnie zrekonstruowane stanowi część skansenu archeologicznego, zwanego też skansenem Zielona Góra.

Pierwszy gród w Grudusku został wzniesiony w czasach monarchii pierwszych Piastów i istniał od schyłku IX wieku do połowy XIII wieku. Gród ten leżał prawdopodobnie na trasie szlaku handlowego z Drohiczyna, przez Pułtusk do Truso. Pełnił też rolę warowni chroniącej północne Mazowsze przed najazdami Prusów. Gród otaczał wał ziemny z płaszczem kamiennym oraz drewnianą palisadą na wierzchołku fortyfikacji. Od północnej strony wejścia do grodu strzegły dwie drewniane wieże obronne, między którymi była brama. W tym też czasie jego mieszkańcy zajmowali się kowalstwem, tkactwem, rybołówstwem, rogowiarstwem. Pierwszy raz gród spłonął w XI wieku, jednak został wkrótce odbudowany, a jego obszar powiększony. Sam kopiec otaczała fosa, której ślady noszą nieliczne wgłębienia po wschodniej i południowej stronie. Dzięki swojemu położeniu na skrzyżowaniu ważnych dróg handlowych i wysunięciu na północ w kierunku granicy z Prusami, odgrywał dość ważną rolę. Był też ośrodkiem administracyjnym, targowym i rzemieślniczym. W jego północnej części znajdował się plac targowy, a u podnóża wału, od tej samej strony, znajdowała się przy kamiennej grobli, przystań. Ostateczny upadek grodu można wiązać z najazdem Prusów po 1217 roku, w czasach Konrada Mazowieckiego. Od XV w. był własnością szlacheckiej rodziny Grudowskich. Na pocz. XX w. wieś była wzorcowym ogniskiem ruchu spółdzielczego guberni płockiej, działała kasa zapomogowo-pożyczkowa i kółko rolnicze. W styczniu 1945 silne walki Armii Czerwonej z Niemcami. W czasach Polski Ludowej wieś została ośrodkiem handlowo-usługowym dla rolnictwa, powstała mleczarnia, młyn, elewatory zbożowe o Państwowe Gospodarstwo Rolne.
W miejscowości był przystanek kolei wąskotorowej Grudusk.

## Zabytki
- kościół parafialny pw. Przemienienia Pańskiego, 1893, nr rej.: A-164 z 22.05.1975[12]

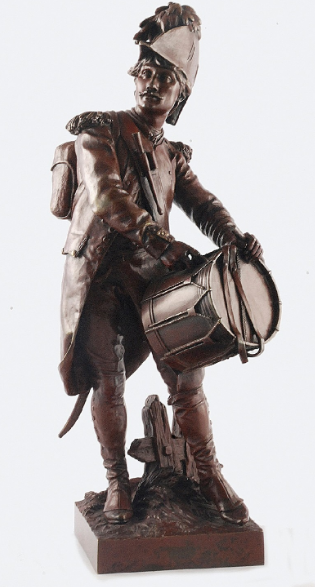
dobosz: Etienne-Henri Dumaige, „Przed bitwą ochotników 1792”

- zespół stacji kolejowej Grudusk Wąskotorowy, 1930, nr rej.: A-273 z 25.03.1994 (dec.→ Mławska Kolej Dojazdowa)[12]:
  - dworzec
  - magazyn pocztowo-bagażowy
  - dom zawiadowcy
  - rampa przeładunkowa
  - nastawnia wąskotorowa
- zespół dworski, 2 poł. XIX, nr rej.: A-1432 z 22.08.2018[12]:
  - dwór, 1920
  - spichrz, 1 poł. XIX
  - relikty parku ze stawami

- na nowej bramie cmentarza do 1990[13] figura dobosza francuskiego[14], Étienne-Henri Dumaige (1830-1888) „Avant le Combat Volontaire de 1792” (Przed bitwą ochotników 1792)[b][15].